# Melanie Serrano
Melanie Serrano (født 12. oktober 1989) er en spansk fodboldspiller, der spiller som midtbane for FC Barcelona og Spaniens kvindefodboldlandshold.